# Новотроїцьк (Медведевський район)
Новотро́їцьк (рос. Новотроицк, марій. Новотроицк) — присілок у складі Медведевського району Марій Ел, Росія. Входить до складу Сидоровського сільського поселення.

## Населення
Населення — 435 осіб (2010; 379 у 2002).
Національний склад (станом на 2002 рік):
- росіяни — 58 %
- чуваші — 26 %